# Annette Widmann-Mauz
Annette Widmann-Mauz, née Widmann le 13 juin 1966 à Tübingen, est une femme politique allemande membre du parti démocrate-chrétien (CDU). En 1998, elle est élue députée du Bundestag, représentant la circonscription électorale de Tübingen. En plus de son travail au Parlement, elle a été secrétaire d'État parlementaire dans les deuxième et troisième cabinets de la chancelière Angela Merkel de 2009 à 2021.

## Carrière politique

### Membre du Bundestag
Lors des élections fédérales de 1998, Widmann-Mauz est élue sur la liste de la CDU dans le Land du Bade-Wurtemberg. Quatre ans plus tard, en 2002, elle est élue directement dans la circonscription de Tübingen, dans laquelle elle est réélue en 2005, 2009, 2013, 2017 et 2021.
Lors de sa première législature, Widmann-Mauz rejoint la commission de la santé. Entre 2005 et 2009, elle est la porte-parole de son groupe parlementaire pour la politique de santé.

### Membre du gouvernement
Le 29 octobre 2009, Widmann-Mauz devient secrétaire d'État parlementaire au ministère de la Santé. Dans le deuxième cabinet Merkel elle travaille sous la direction du ministre Philipp Rösler entre 2009 et 2011, puis sous Daniel Bahr, qui remplace Rösler en 2011. En 2011, elle a participé à la première réunion conjointe du cabinet entre le gouvernement allemand et le Conseil d'État de la République populaire de Chine à Berlin.
Dans le nouveau gouvernement de coalition issu des élections de 2013, elle est reconduite au poste de secrétaire d'État parlementaire à la Santé, cette fois sous la direction du ministre Hermann Gröhe. Widmann-Mauz participe aux négociations pour une loi obligeant les entreprises allemandes à attribuer 30 % de leurs sièges non exécutifs aux conseils d'administration à des femmes à partir de 2016.
En 2018, elle devient ministre d'État chargée des Migrations, des Réfugiés et de l'Intégration au sein de la Chancellerie fédérale.